# Plantsoenkerk
De Plantsoenkerk is een hervormde kerk in het dorp De Wilp in de Groningse gemeente Westerkwartier.

## Beschrijving
In 1860 deden hervormden in de Wilp een beroep op de Synode van de Nederlands Hervormde Kerk om een zelfstandige gemeente te worden. In 1868 werd de Wilp daadwerkelijk een zelfstandige Hervormde kerkelijke gemeente. In 1868 werd dan ook de Plantsoenkerk gebouwd.
De hervormde kerk is sober van vorm en heeft aan weerszijden vijf rondboogvensters. De zijgevels zijn verdeeld in vijf traveeën, van elkaar gescheiden door lisenen. De voorgevel is voorzien van een klein roosvenster en wordt bekroond door een houten geveltoren. Deze geveltoren heeft geen windhaan, maar een windwijzer in de vorm van een wulp. De vogel waaraan het dorp zijn naam ontleent. Achter de kerk bevindt zich het verenigingsgebouw 'De Bongerd'.
In 2012 is de Hervormde gemeente samengegaan met de Gereformeerde gemeente van het dorp. De Wilp is hierin een samenwerkingsverband aangegaan met de gemeente van Siegerswoude: 'Protestantse Gemeente De Wilp-Siegerswoude'.

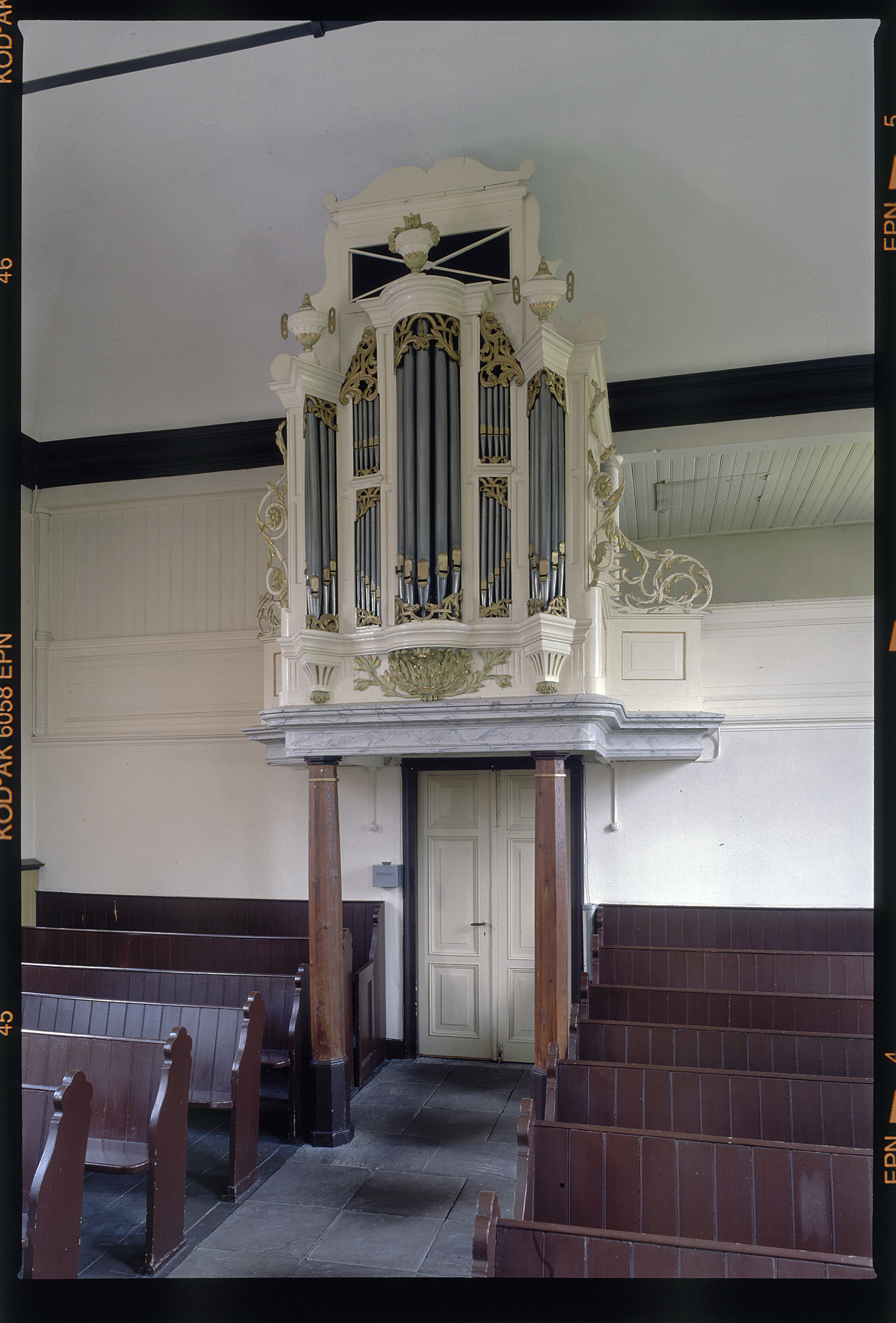
Het waarschijnlijk 18e-eeuwse orgel

## Orgel
Het orgel, een waarschijnlijk al bestaand instrument, werd in 1807 geplaatst in de Doopsgezinde kerk te Hoorn. Het front van het orgel lijkt te zijn gemaakt door J.M. Gersten- hauer in Hoorn. Het orgel is in 1831 uitgebreid met een positief door Hermanus Knipscheer uit Amsterdam. In 1871 werd het orgel verkocht aan de Hervormde kerk van De Wilp. Het orgel werd vervolgens geplaatst in de kerk van De Wilp door H. Wardorff uit Leeuwarden. Hierbij kwam het positief te vervallen. Het eenklaviersorgel is in het bezit van 8 registers, waarvan 5 gedeeld zijn in bas en discant. Het orgel is in het bezit van een aangehangen pedaal (C-dº) en heeft volgende dispositie:
| Manuaal (C-f3)   |               |
| ---------------- | ------------- |
| Prestant         | 8 bas/discant |
| Holpyp           | 8 bas/discant |
| Octaav           | 4 bas/discant |
| Fluit            | 4 bas/discant |
| Quint            | 3             |
| Octaav           | 2 bas/discant |
| Terts            | 1 3/5 discant |
| mixtuur II-III 1 |               |